# Leichtathletik-Weltmeisterschaften 2001/20 km Gehen der Frauen
Das 20-km-Gehen der Frauen bei den Leichtathletik-Weltmeisterschaften 2001 wurde am 9. August 2001 in den Straßen der kanadischen Stadt Edmonton ausgetragen.
Weltmeisterin wurde die russische Inhaberin der Weltbestzeit Olimpiada Iwanowa. Sie gewann vor der Belarussin Waljanzina Zybulskaja, die bei den Weltmeisterschaften 1997 Bronze über 10 km Gehen errungen hatte. Auf den dritten Platz kam die italienische Vizeweltmeisterin von 1995 und Olympiazweite von 1996 – damals noch jeweils über die Distanz von zehn Kilometern – Elisabetta Perrone.

## Rekorde/Bestleistungen

### Bestehende Bestmarken

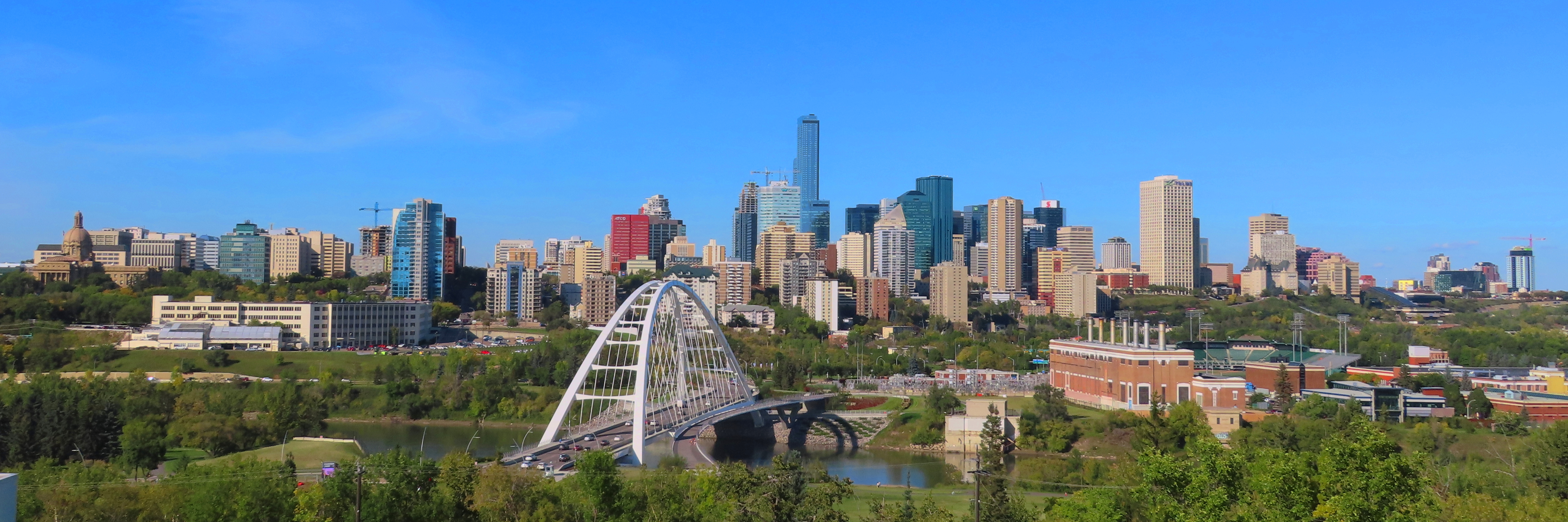
Edmonton-Skyline, im Jahr 2019

| Weltbestzeit             | 1:24:50 h | Olimpiada Iwanowa | Adler, Russland             | 4. März 2001    |
| Weltmeisterschaftsrekord | 1:30:50 h | Liu Hongyu        | WM 1999 in Sevilla, Spanien | 28. August 1999 |

Anmerkung:
Rekorde wurden im Marathonlauf und Straßengehen wegen der unterschiedlichen Streckenbeschaffenheiten mit Ausnahme von Meisterschaftsrekorden immer noch nicht geführt.

### Rekordverbesserung
Die russische Weltmeisterin Olimpiada Iwanowa verbesserte den bestehenden WM-Rekord im Wettbewerb am 9. August um 3:02 min auf 1:27:48 h.

## Durchführung
Hier gab es keine Vorrunde, alle 42 Geherinnen traten gemeinsam zum Finale an.

## Ergebnis

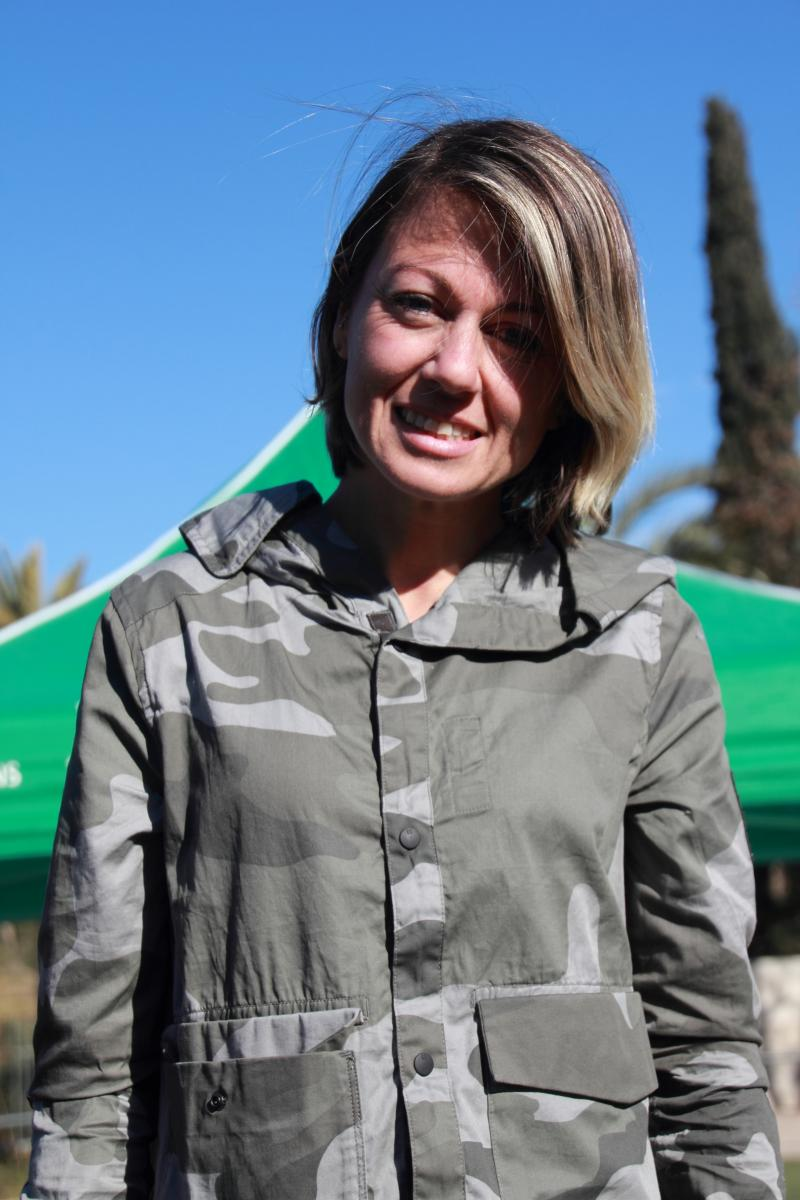
María Vasco (hier im Jahr 2) kam auf den fünften Platz

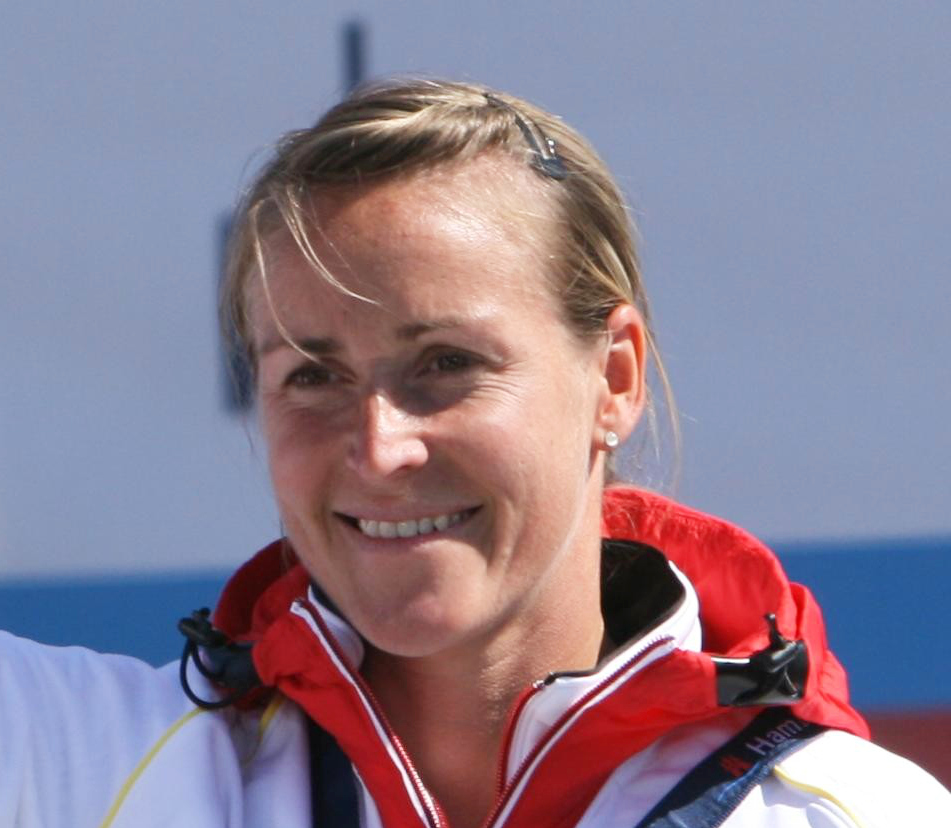
Melanie Seeger – Rang sieben mit neuer deutscher Bestleistung

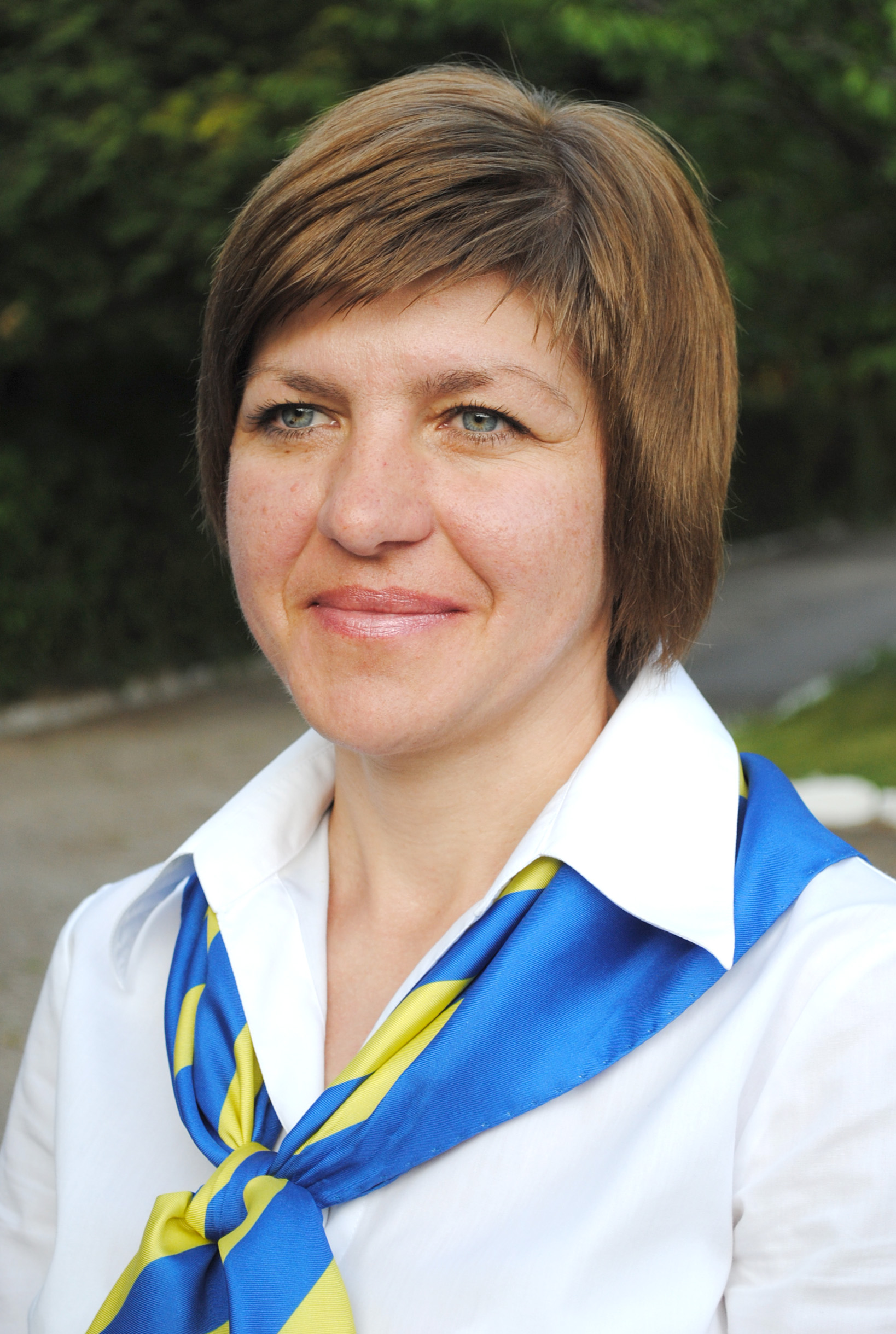
Wira Sosulja erreichte Platz fünfzehn

9. August 2001, 19:15 Uhr
| Platz | Name                    | Nation              | Zeit (h)    |
| ----- | ----------------------- | ------------------- | ----------- |
| 1     | Olimpiada Iwanowa       | Russland            | 1:27:48 CR  |
| 2     | Waljanzina Zybulskaja   | Belarus             | 1:28:49     |
| 3     | Elisabetta Perrone      | Italien             | 1:28:56     |
| 4     | Erica Alfridi           | Italien             | 1:29:48     |
| 5     | María Vasco             | Spanien             | 1:30:19     |
| 6     | Norica Câmpean          | Rumänien            | 1:30:39     |
| 7     | Melanie Seeger          | Deutschland         | 1:30:41 DBL |
| 8     | Annarita Sidoti         | Italien             | 1:31:40     |
| 9     | María Guadalupe Sánchez | Mexiko              | 1:32:27     |
| 10    | Victoria Palacios       | Mexiko              | 1:33:52     |
| 11    | Athiná Papayiánni       | Griechenland        | 1:34:56     |
| 12    | Newena Minewa           | Bulgarien           | 1:35:18     |
| 13    | Olive Loughnane         | Irland              | 1:35:24     |
| 14    | Kim Mi-Jung             | Südkorea            | 1:35:30     |
| 15    | Wira Sosulja            | Ukraine             | 1:35:32     |
| 16    | Geovana Irusta          | Bolivien            | 1:36:50     |
| 17    | Anne Haaland Simonsen   | Norwegen            | 1:37:11     |
| 18    | Sonata Milušauskaité    | Litauen             | 1:37:33     |
| 19    | Debbi Lawrence          | USA                 | 1:37:57     |
| 20    | Karen Foan              | Kanada              | 1:38:09     |
| 21    | Sofia Avoila            | Portugal            | 1:39:10     |
| 22    | Mara Ibañez             | Mexiko              | 1:39:26     |
| 23    | Fatiha Ouali            | Frankreich          | 1:40:16     |
| 24    | Kaori Nikaido           | Japan               | 1:40:57     |
| 25    | Jill Zenner             | USA                 | 1:42:43     |
| 26    | Teresita Collado        | Guatemala           | 1:42:43     |
| 27    | Angela Keogh            | Norfolkinsel        | 2:08:46     |
| DSQ   | Kjersti Plätzer         | Norwegen            |             |
| DSQ   | Michelle Rohl           | USA                 |             |
| DSQ   | Maya Sazonova           | Kasachstan          |             |
| DSQ   | Kerry Saxby-Junna       | Australien          |             |
| DSQ   | Sun Chunfang            | Volksrepublik China |             |
| DSQ   | Jane Saville            | Australien          |             |
| DSQ   | Inês Henriques          | Portugal            |             |
| DSQ   | Ryoko Sakakura          | Japan               |             |
| DSQ   | Swetlana Tolstaja       | Kasachstan          |             |
| DSQ   | Natalja Fedoskina       | Russland            |             |
| DSQ   | Liu Hongyu              | Volksrepublik China |             |
| DSQ   | Gillian O’Sullivan      | Irland              |             |
| DSQ   | Susana Feitor           | Portugal            |             |
| DSQ   | Christina Kokotou       | Griechenland        |             |
| DSQ   | Jelena Nikolajewa       | Russland            |             |

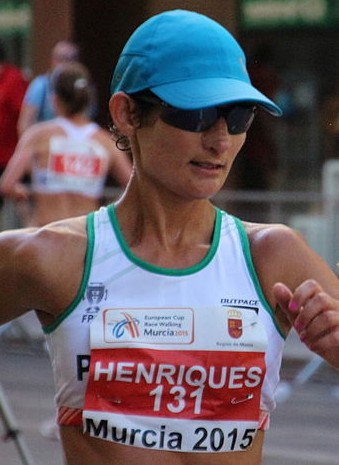
Inês Henriques, später eine Vorreiterin für das 50-km-Gehen der Frauen, kam hier nicht ins Ziel
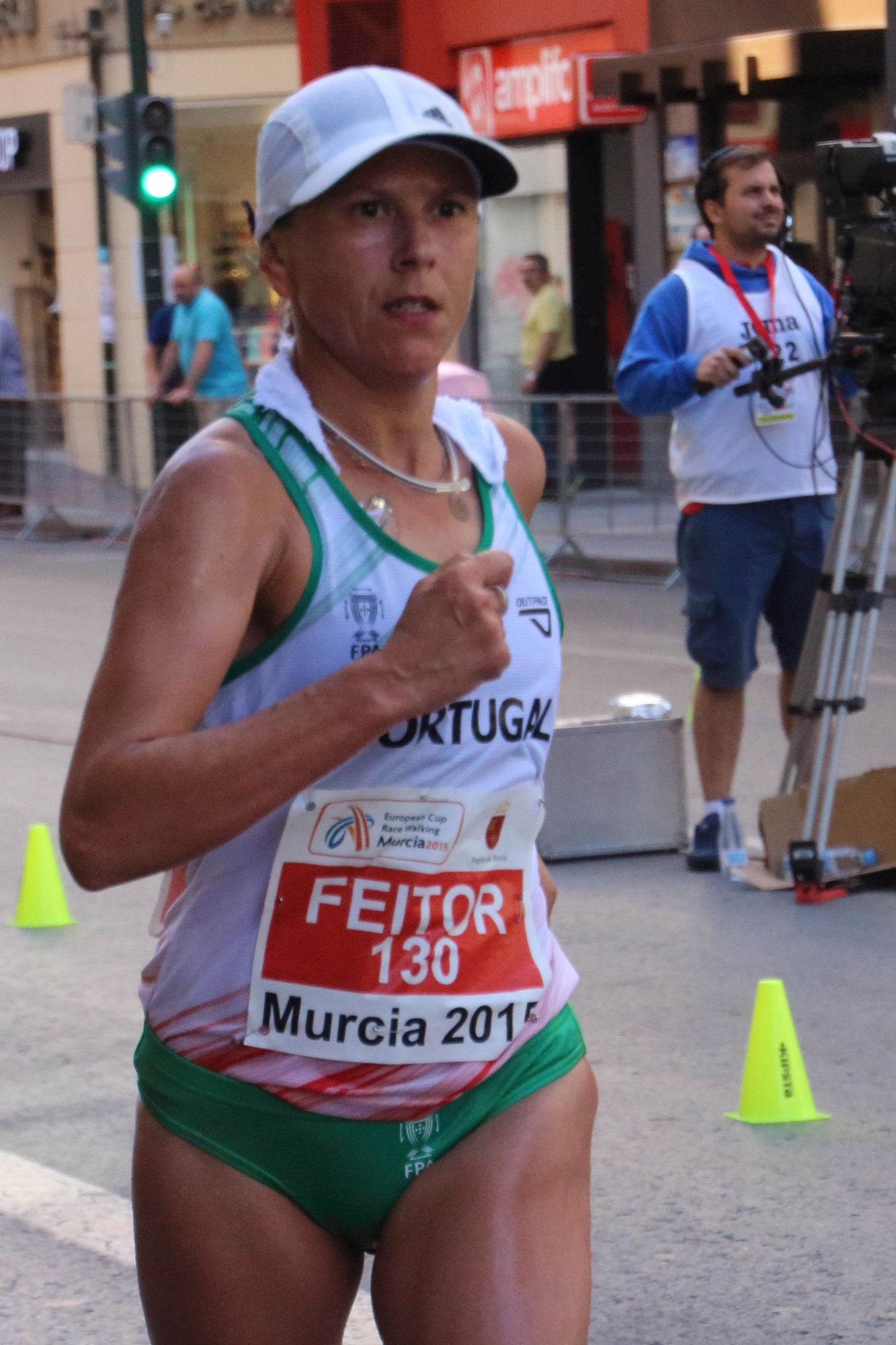
Susana Feitor – nicht im Ziel